# Jeździectwo na Letnich Igrzyskach Olimpijskich 1932 – ujeżdżenie drużynowo
Konkurencja Ujeżdżenia podczas X Letnich Igrzysk Olimpijskich została rozegrana w dniach 10–13 sierpnia 1932 roku. Zawody rozegrano w Riviera Country Club w Pacific Palisades.

## Wyniki
Do wyników WKKW drużynowego zaliczane są wyniki trzech zawodników z danego kraju jakie uzyskali podczas rywalizacji indywidualnej. W rywalizacji uczestniczyły tylko trzy kraje.
| Pozycja | Kraj                                                             | Koń                             | Wynik                 | Wynik         | Łącznie |
| Pozycja | Kraj                                                             | Koń                             | ocena indywidualna    | ocena drużyny | Łącznie |
| ------- | ---------------------------------------------------------------- | ------------------------------- | --------------------- | ------------- | ------- |
| 1.      | Francja · Xavier Lesage · Charles Marion · André Jousseaume      | Taine Linon Sorelta             | 1031,25 916,25 871,25 | 2818,75       |         |
| 2.      | Szwecja · Bertil Sandström · Thomas Byström · Gustaf Boltenstern | Kreta Gulliver Ingo             | 964,00 880,50 833,50  | 2678,00       |         |
| 3.      | Stany Zjednoczone · Hiram Tuttle · Isaac Kitts · Alvin Moore     | Olympic American Lady Water Pat | 901,50 846,25 829,00  | 2576,75       |         |